# آتشفشان‌شناس

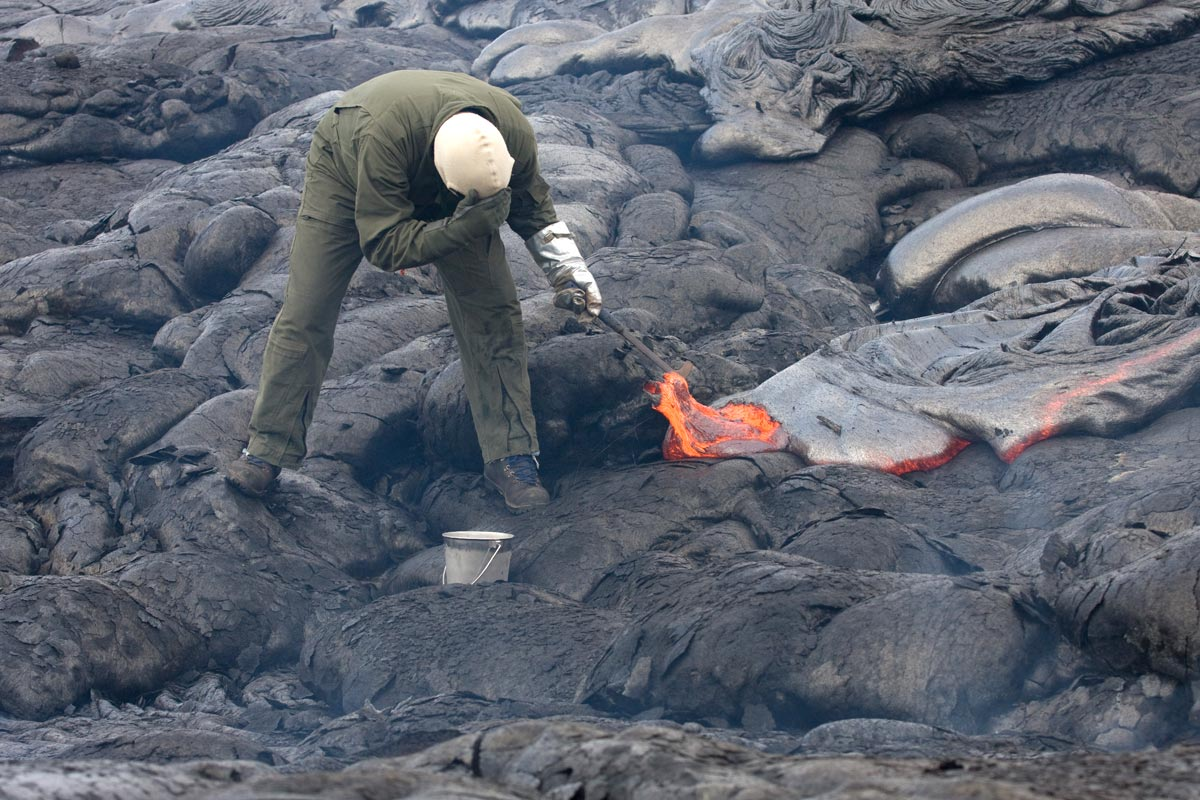
یک آتشفشان‌شناس در حال نمونه‌برداری از یک گدازه با استفاده از یک چکش سنگی و یک سطل آب

آتشفشان‌شناس یا آتشفشان‌پژوه یک زمین‌شناس است که به پژوهش در زمینه‌های مرتبط با فرایندهای درگیر در تشکیل و فوران‌های آتشفشانها و نیز فوران‌های گذشتهٔ آن‌ها در زمینه آتشفشان‌شناسی می‌پردازد. آتشفشان‌شناسان برای دیدن فوران‌های آتشفشانی، گردآوری محصولات فورانی از جمله آذرآوار (همچون خاکستر آتشفشانی یا سنگ پا), سنگ و نمونه‌های گدازه‌ای مرتباً به بازدید از آتشفشان‌ها و به ویژه آتشفشان‌های فعال می‌پردازند.

## آتشفشان‌شناسان سرشناس
- ژرژ-لوئی لکرک کنت دو بوفون (۱۷۰۷–۱۷۸۸)